# Erwin Stein (direttore d'orchestra)
Erwin Stein (Vienna, 7 novembre 1885 – Londra, 19 luglio 1958) è stato un direttore d'orchestra e critico musicale austriaco naturalizzato britannico.

## Biografia
Dopo gli sudi di musicologia all'Università di Vienna fu allievo privato di Arnold Schönberg tra il 1906 e il 1910. È stato uno dei principali collaboratori di Schoenberg all'organizzazione delle Società per le esecuzioni musicali private.  Nel 1924 Schoenberg gli affidò il delicato ed importante compito di scrivere il primo articolo - "Neue
Formprinzipien" (Nuovi principi formali) - per la graduale evoluzione di ciò che stava per essere esplicitamente formulato come tecnica dodecafonica.
Fino al 1938 ha vissuto a Vienna, dove è stato rispettato come insegnante di musica e Direttore d'Orchestra così come scrittore di argomenti musicali e apprezzato compositore.
Fu dapprima direttore d'orchestra presso teatri austriaci e tedeschi e fu con Webern e Berg maestro sostituto del "Verein für musikalische Privataufführungen" fondato e diretto da Schonberg a Vienna.
Dopo l'Anschluss fuggì a Londra per sfuggire ai Nazisti, e lì lavorò per molti anni come editore per
l'editore Boosey & Hawkes. Dal 1947 diresse l'English Opera Group.
La sua attenzione si concentrò principalmente su Mahler, Schoenberg e Britten (autori che conosceva personalmente), così come i suoi colleghi all'interno della cerchia di Schoenberg, Berg e Webern.
Fu per molti anni consulente artistico della Universal Edition e corrispondente del "The Science Monitor" di Boston.
I suoi libri includono "Orpheus in New Guisa (una raccolta di scritti del periodo 1924-1953) e "Forma e delle prestazioni" (1962). È stato il curatore della prima raccolta di lettere di Schoenberg (Germania 1958, UK 1964).
Ha svolto anche attività di strumentista nell'esecuzione di brani di musica moderna a partire dal 1939.

## Composizioni
- Compilò una guida pratica al "Manuale di armonia" di Schonberg; Mahler, Reger, Strauss e Schonberg
- Considerazioni sulla tecnica di composizione
- Il Saggio "Nuovi principi di forma"

## Vita privata
Stein ha sposato Sophie Bachmann (1883-1965), e la loro figlia, la pianista Marion Stein, sposò successivamente George Lascelles, 7º conte di Harewood e in seguito il politico liberale Jeremy Thorpe.